# نوكيا آشا 203
نوكيا آشا 203 (بالإنجليزية: Nokia Asha 203) هاتف محمول من شركة نوكيا أطلق في فبراير 2012, ضمن سلسلة نوكيا آشا، يعمل بنظام تشغيل سلسلة 40. للهاتف شاشة لمس قياس 2.4" ولوحة مفاتيح، كاميرا خلفية 2 ميجابكسل وإمكانية تصوير فديو قياس 176x144 و 15 إطار بالدقيقة (fps), ذاكرته الداخلية 32 ميجابايت ويدعم إضافة شريحة تخزين (microSD) حتى 32 جيجابايت. كما يدعم الجهاز تطبيق فيسبوك ومتصفح إنترنت. مشغل
تحتوي علبة المنتج على: هاتف آشا 203, بطارية نوع BL-5C, شاحن نوع AC-11, سماعات اذن نوع WH-102 وكتيب ارشادات المستخدم.